# Траоре, Муса
Муса Траоре́ (фр. Moussa Traoré; 25 сентября 1936, Каес, Французский Судан — 15 сентября 2020) — малийский военный и государственный деятель, Президент Мали (1968—1991), одновременно с этим занимал посты министра внутренних дел и безопасности (1978—1979), министра обороны (1978—1986) и министра национальной обороны Мали (1988—1991).

## Биография
Родился 25 сентября 1936 года в Себетоу, в области Кайес на юго-западе страны, в семье военнослужащего французской армии, принадлежащий к народу мандинке. В 1960 году он окончил военную школу во Фрежюсе (Франция). После провозглашения независимости Мали Траоре вернулся на родину, где продолжил военную карьеру. Высшая должность — начальник пехотного училища.

### Президент
19 ноября 1968 года в ходе военного переворота сверг президента Модибо Кейту и возглавил страну. Запретил все политические партии. Первоначально совмещал посты главы государства и министра обороны. Социально-экономическое положение страны в его правление заметно ухудшилось. В 1972—1973 годах страна пережила сильную засуху, с которой правительство Траоре не справлялось, иностранная помощь была разворована.
В 1977 году в тюрьме при загадочных обстоятельствах умер бывший президент Мали Модибо Кейта. Во время его похорон в стране прошли массовые беспорядки, многие участники которых были арестованы. М. Траоре начал чистку и внутри правящего режима — в феврале 1978 года были арестованы министры обороны и безопасности Тьекоро Багайоко и Киссима Дукара, обвинённые в подготовке переворота. В следующем году вступила в силу новая конституция. В 1979 году он основал и возглавил единственную легальную партию — Демократический союз малийского народа (ДСМН, UDPM). Впоследствии в конституцию были внесены изменения, согласно которым Траоре стал пожизненным президентом страны.
19 июня 1979 года в стране прошли президентские выборы, победу на которых одержал Траоре.
В 1980 году жестоко подавил студенческие волнения. На безальтернативных президентских выборах, состоявшихся 9 июня 1985 года, был переизбран.
В 1988—1989 годах был председателем Организации африканского единства.
В 1990 году начались массовые народные выступления против режима Траоре, с требованиями либерализации, разрешения деятельности оппозиционных партий. В 1991 году положение в стране резко обострилось. Демонстранты стали требовать отставки главы государства и упразднения однопартийной системы. 22 марта между протестующими и силами безопасности начались столкновения. Люди стали сооружать на улицах столицы баррикады и скандировать антиправительственные лозунги. После того, как пролилась первая кровь, Траоре объявил в стране чрезвычайное положение. В город была введена тяжёлая техника, которая вступила в бой с мирным населением. Через четыре дня военные отстранили Муссу Траоре от власти, он пытался покинуть страну, но был арестован.

### Подсудимый
После военного переворота предстал перед судом. В 1992 году его приговорили к смертной казни за преступления в годы его правления. Однако президент Альфа Умар Конаре заменил это наказание на пожизненное заключение. В 1999 году вместе со своей женой был вновь приговорён к смертной казни за экономические преступления, но Альфа Умар Конаре снова заменил этот приговор на пожизненное заключение. В 2002 году вместе с несколькими соратниками был помилован в рамках политики национального примирения.
После свержения и ареста его сторонники сформировали политическую партию «Патриотическое движение за обновление» (МПР), оппозиционную нынешнему правительству Мали.

## Награды
- Кавалер Большого креста Национального ордена Мали.
- Орден «Хосе Марти» (1989, Куба)[11].
- Международная премия «Академии Симба» (1983 г.) — за заслуги в деле развития сотрудничества, взаимопонимания и согласия[3]
- Премия Брюссельского международного института дипломатических отношений (1984 г.)[3]